# Île Srigina
Srigina est une île située  à l'entrée ouest de la rade de Skikda en  Algérie. Elle abrite un phare  au service des navigateurs.

## Étymologie
Le nom Srigina serait d'origine punique, rus gunia, qui signifie le cap de la crique.
Il pourrait être d'origine latine insula reginae, l'île de la reine.

## Description
L'île de Srigina dispose d'une petite superficie et ne peut recevoir qu'un nombre limité de visiteurs. Son quai peut prendre en charge  un ou deux  navires de plaisance seulement.

## Le phare
Le phare, construit en 1890, est entré en service en 1906.